# Metalectra roseitincta
Metalectra roseitincta är en fjärilsart som beskrevs av William Schaus 1916. Metalectra roseitincta ingår i släktet Metalectra och familjen nattflyn. Inga underarter finns listade i Catalogue of Life.